# Brady (Montana)
Brady – jednostka osadnicza w Stanach Zjednoczonych, w stanie Montana, w hrabstwie Pondera.